# Molka

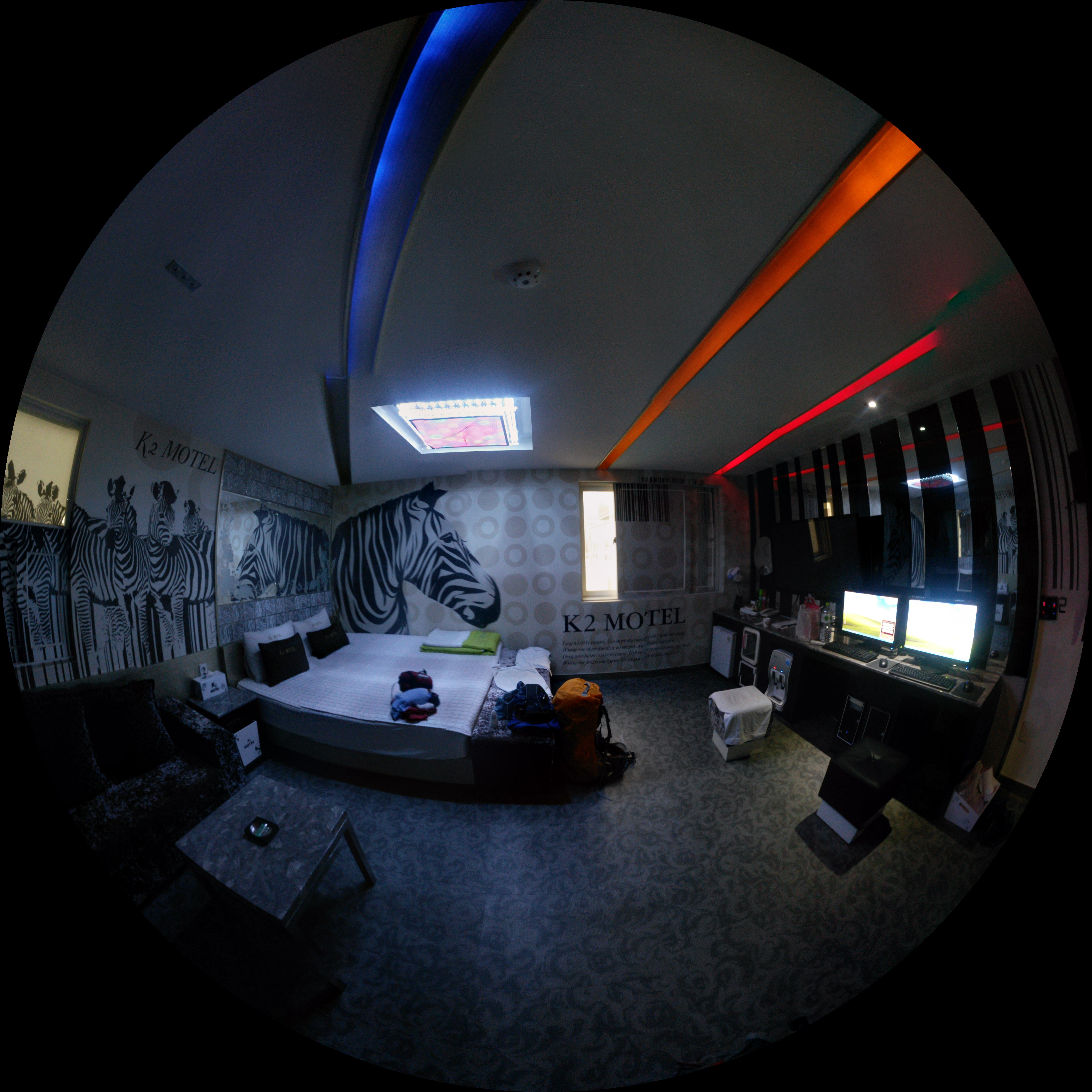
Vista de una habitación de un motel en Corea del Sur, una posible ubicación para instalar cámaras espía para obtener imágenes explícitas.

Molka (en coreano: 몰카, moːɾkʰaː) es el término coreano para las cámaras ocultas o cámaras espía en miniatura instaladas en secreto e ilegalmente, a menudo para capturar imágenes y videos voyeuristas. Molka es una abreviatura de mollae-kamera (en coreano: 몰래카메라), lo que significa una cámara furtiva. 
En Corea del Sur, las cámaras espía proliferaron en la década de 2010 y se instalan con mayor frecuencia en pequeños agujeros o grietas en las paredes en lugares como los baños públicos de mujeres y las habitaciones de los moteles. Las imágenes y videos voyeuristas se venden en línea a través de varias plataformas, incluidos sitios populares de redes sociales como Twitter y Tumblr, sin el conocimiento o consentimiento de quienes están frente a la cámara y fueron grabados. 'Molka' puede referirse tanto a las cámaras reales como a las imágenes publicadas posteriormente en línea. La sociedad altamente digitalizada de Corea del Sur facilita la circulación de imágenes de molka y dificulta su eliminación una vez que ha circulado por la web. 
Con el número de incidentes con cámaras espía aumentando rápidamente desde 2011, los crímenes de molka se han convertido en un punto álgido para las protestas feministas en Corea del Sur y #MeToo. Estadística y abrumadoramente, las mujeres constituyen la mayoría de las víctimas de delitos de molka, mientras que los hombres constituyen la gran mayoría de los perpetradores. Las tasas de enjuiciamiento por los delitos de molka son bajas, y las sanciones mediante multas o penas de prisión son más débiles en la práctica que las leyes de Corea del Sur. Muchas mujeres y críticos dicen que los crímenes molka y la inacción contra ellos son producto de la violencia de género contra las mujeres y un sistema de aplicación de la ley disfuncional en Corea del Sur. 
En junio de 2021, la asociación Human Rights Watch nombró a Corea del Sur por liderar el uso de cámaras espía para delitos sexuales digitales.

## Prevalencia y crecimiento de las cámaras espía
El problema de filmar a alguien sin autorización, como hombres que usan teléfonos celulares para filmar a mujeres en las escaleras y en el metro, ha sido una forma común de molka y acoso e incluso ha llevado a exigir que todos los fabricantes de teléfonos celulares de Corea del Sur hagan que los teléfonos emitan ruidos de obturación fuertes al sacar una foto. Más recientemente, el término molka se ha asociado con cámaras espía fijas más pequeñas. Se han encontrado cámaras espía fijas en áreas públicas de Corea ya en 1997, donde se encontraron cámaras secretas instaladas en el techo del baño de mujeres de una tienda por departamentos Sinchon. Si bien la tienda por departamentos declaró que las cámaras se instalaron con "propósitos de seguridad" para atrapar a los ladrones y a las personas que tiraban basura en los inodoros, el incidente recibió muchas críticas públicas.
Con el aumento en la propiedad de teléfonos inteligentes y el rápido desarrollo de la tecnología, los delitos de molka también se han encontrado cada vez más en espacios como baños públicos, vestuarios, escuelas y oficinas. Los crímenes de Molka han sido llamados un producto del acceso rápido y fácil a la tecnología de Internet y la misoginia "al revés", o un ejemplo de "violencia sexual masculina digital". Según datos policiales, en 2010 y 2011 se produjeron entre 1100 y 1400 delitos de molka respectivamente, pero en 2018 hubo casi 6800 casos. La pornografía de venganza, o fotos y videos privados tomados y distribuidos por ex amantes o parejas sin el consentimiento del sujeto filmado, es una forma relacionada de acoso que se cree que es un problema más o menos generalizado en el país de Corea del Sur.

### Crímenes demolkaen baños públicos
Los baños públicos son uno de los lugares más comúnmente mencionados para la instalación de cámaras espía. Muchas mujeres han comentado de que no se sienten seguras al usar los baños públicos porque existe una alta posibilidad de que haya instalada una cámara oculta en algún lado, y hay muchos relatos de mujeres que rompen cámaras con bolígrafos o tapan agujeros y grietas en las paredes, soportes de papel higiénico y secadores de cabello donde se pueden encontrar cámaras ocultas.
En septiembre de 2018, el gobierno de la ciudad de Seúl anunció que aumentaría la inspección de los baños públicos mediante la asignación de 8000 empleados para inspeccionar los más de 20.000 baños de la ciudad diariamente, un paso más que los 50 empleados anteriores y las inspecciones mensuales. Sin embargo, los inspectores del gobierno no han descubierto ningún dispositivo de grabación en los baños públicos desde al menos el año 2016. Otro problema es que, según la policía, muchas cámaras espía solo se instalan por períodos cortos de tiempo, tan breves como 15 minutos, y por lo tanto pueden ser difíciles de detectar incluso con la implementación de búsquedas diarias.

### Crímenes demolkaen moteles
También se ha descubierto que las cámaras espías pueden estar instaladas en secreto en las habitaciones de los moteles, y el contenido de las películas grabadas es explícitamente sexual en lugar de capturar solo los cuerpos de las mujeres. Dado que las parejas están involucradas, los delitos de molka de motel también pueden posicionar a muchos hombres como víctimas, en contraste con la mayoría de los demás posicionamientos donde las víctimas son mujeres. El perpetrador puede registrarse en un motel e instalar cámaras en lugares como soportes para secadores de pelo y cajas de satélite.
En marzo de 2019 se descubrió un incidente particularmente generalizado. Durante un período de tres meses, se transmitió en vivo a más de 800 parejas teniendo sexo en 30 moteles de amor en 10 ciudades de Corea del Sur. Los videos, que se publicaron en línea y se podía acceder a ellos mediante una tarifa de suscripción mensual, se alojaron en un servidor en el extranjero para que las direcciones IP de las cámaras fueran más difíciles de detectar. Los dos hombres a cargo del plan fueron arrestados y otros dos hombres fueron sospechados de ser cómplices.
El escándalo del Burning Sun reveló un caso de alto perfil de circulación molka, donde se descubrió que celebridades como Jung Joonyoung filmaron o compartieron videos sexuales explícitos en una sala de chat privada, muchos de los cuales fueron filmados en habitaciones de motel e involucrados con redes de prostitución. La participación de tantas celebridades y figuras de alto rango brindó un ejemplo de cuán ampliamente se ha extendido la práctica de la filmación ilícita en Corea del Sur y cómo el problema está relacionado con otra violencia de género y la complacencia común de las fuerzas del orden o el ocultamiento activo de Delitos y violencia contra la mujer. El escándalo también ha alimentado una mayor discusión sobre estos temas de filmaciones ilegales, prostitución y la constante violencia sexual contra las mujeres, entre otros.

## Reacción social a los crímenes demolka
Ha habido varias reacciones al aumento de la prevalencia de los delitos de molka, incluido un mayor debate y más manifestaciones físicas sobre el tema.
'Molka' ocupó el tercer lugar entre los problemas sociales más tuiteados de Corea del Sur en 2018, solo superado por 'School #MeToo' y 'feminismo' primero y segundo respectivamente. Todos estos problemas se relacionan con la violencia sexual desigual que enfrentan las mujeres en el país. Incluso el presidente Moon Jae-in reconoció en mayo de 2018 que la epidemia de cámaras espía se había convertido en "parte de la vida cotidiana" en Corea del Sur y que debería haber un mayor castigo para los infractores.
Sin embargo, muchos tratan los incidentes de molka y otras formas de violencia de género como casos atípicos y el resultado de personas extremas en lugar de ser parte de la misoginia sistémica y el uso del poder para silenciar la violencia sexual contra las mujeres.
Las protestas mensuales contra las cámaras espía de mayo a agosto de 2018 en Seúl fueron catalizadas en parte por un incidente de molka en el que el perpetrador era una mujer que filmaba en secreto a un modelo masculino desnudo. La investigación y el castigo se llevaron a cabo con rapidez y severidad en comparación con la mayoría de los casos de delitos de molka en los que casi el 98% de los perpetradores son hombres, y la respuesta de la policía al raro caso de una mujer perpetradora y una víctima masculina enfureció a muchas surcoreanas. Las campañas de protesta incluyeron la eliminación de cámaras espía, castigos más severos para los perpetradores y mayores regulaciones sobre la venta de equipos de cámaras espía. "Mi vida no es tu porno" se convirtió en un eslogan popularizado en la protesta como respuesta a la prevalencia de cámaras espía instaladas en lugares cotidianos. La protesta de agosto en la que se condenaron las cámaras espía batió en particular los récords de número de protestas y, según los organizadores, atrajo entre 55.000 y 70.000 participantes femeninas y se convirtió en la mayor manifestación solo de mujeres en la historia de Corea.
Una especialista en computación que trabaja para eliminar imágenes de molka dijo que las protestas atrajeron suficiente atención sobre el tema de los crímenes de molka que su empresa vio un aumento en la demanda de sus servicios.

## Política jurídica sobre los delitos demolka

### Clasificación legal de los delitos demolka
El artículo 14 de la "Ley sobre casos especiales relacionados con el castigo, etc. de delitos sexuales" enumera la toma o distribución de fotografías o videos no autorizados como un delito. Si bien la filmación con cámara oculta es técnicamente un delito, la ley sigue siendo lo suficientemente vaga como para que la mayoría de los incidentes de filmación de molka puedan privatizarse fácilmente y clasificarse dentro del alcance de la normatividad. La mayoría de las películas molka no se clasifican fácilmente como "violencia ilegal" si las cámaras no se acercan específicamente a partes del cuerpo en particular o se colocan directamente en las prendas. Por ejemplo, incluso si una víctima afirma que sintió 'humillación sexual', una visión voyerista de una mujer usando un baño público no puede considerarse violencia sexual ilegal. La policía también ha liberado a los delincuentes en delitos molka donde no hubo violencia física.
Tampoco hay mucha estructura legal para regular la circulación de imágenes de molka, incluso si los perpetradores han sido declarados culpables. El rápido desarrollo de la tecnología digital y la permanencia digital de la circulación de contenido ilegal de molka dificulta que la víctima recupere una compensación, incluso si tiene evidencia de un delito.

### Repercusiones legales existentes para los delitos demolka
Los crímenes de Molka pueden resultar desde multas hasta pasar tiempo en la cárcel. La filmación o distribución de videos íntimos, incluso si el sujeto consiente en ser filmado pero no consiente en la distribución de dicho video, puede resultar en hasta cinco años de prisión o una multa de hasta 30 millones de wones (alrededor de 26.500 dólares). Sin embargo, a partir de 2017, casi el 80 por ciento de las multas realmente implementadas son de menos de 3 millones de wones, y también casi el 80 por ciento de las multas impuestas se imponen al sospechoso que distribuyó las imágenes en lugar de a quienes instalaron e inicialmente filmaron cámaras espía. El monto de las multas implementadas también es inadecuado si se consideran los fondos necesarios para eliminar videos de molka de la circulación en línea, incluso durante un mes.
Muchos grupos de mujeres se refieren a la falta de castigos severos como un "tirón de orejas" para los hombres y dicen que demuestra la falta de urgencia que tienen las autoridades actuales para detener o atenuar los crímenes de molka. Un estudio realizado por la Asociación de Mujeres Abogadas de Corea reveló que, en 2016, la tasa de enjuiciamiento entre las acusados de cometer delitos de molka fue solo del 31,5 %. De los juzgados por delitos de molka entre 2012 y 2017, solo el 8,7 por ciento recibió una sentencia de cárcel. En 2017, más de 5400 personas fueron arrestadas por delitos relacionados con cámaras espía en Corea del Sur, pero menos del 2 por ciento fueron finalmente encarcelados.
Las estadísticas sobre sexo cibernético y delitos sexuales digitales no son lo suficientemente amplias como para brindar información significativa sobre los problemas reales de las víctimas y las tendencias relacionadas con los delitos sexuales digitales en la sociedad surcoreana, y las voces de las víctimas y sobrevivientes no tienen mucho peso en la discusión política oficial actual. Como resultado, no hay información sustancial que pueda usarse como base para crear políticas y medidas efectivas contra estos delitos, así como políticas para proteger a las víctimas de violencia sexual digital.
En 2017, se aprobó una política ómnibus sobre delitos sexuales digitales titulada "Políticas Integrales de Prevención de Delitos Sexuales y Victimización". La ley enfatiza la investigación estricta y el castigo de los delitos sexuales, así como el establecimiento de apoyo a las víctimas y una mayor educación pública sobre delitos sexuales. Sin embargo, el continuo crecimiento de los delitos de molka y la falta de una condena efectiva tras la creación de la política muestra una brecha entre la ley escrita y su implementación práctica.
En un análisis de situación basado en datos e informes periódicos de la Agencia de Policía Nacional de Corea, la Asociación de Mujeres Abogadas de Corea, el Ministerio de Igualdad de Género y Familia, y muchos otros, publicado en octubre de 2019, se encontró que a pesar de las protestas contra las cámaras espía en Corea del Sur y las peticiones firmadas para prohibir el uso de cámaras espía en 2018, el tema de las cámaras espía sigue siendo un tema urgente y vigente de solución en Corea del Sur.